# Oumar Abakar
Oumar Abakar (N'Djamena, 1º settembre 1979) è un ex calciatore ciadiano, di ruolo centrocampista.

## Carriera

### Club
Gioca dal 2001 al 2006 all'Arras. Nel 2006 si trasferisce all'Avion. Nel 2011 torna all'Arras, in cui milita fino al 2013.

### Nazionale
Debutta in Nazionale nel 1999. Ha collezionato in totale, con la maglia della Nazionale, 10 presenze e una rete.